# Maria Olsson
Eva Maria Olsson, född 8 december 1986, är en svensk före detta handbollsmålvakt. Hennes moderklubb är Karlshamns HF.Som seniorspelare representerade hon mestadels Eslövs IK. Hon hade Elitseriens högsta räddningsprocent under 2012. Efter denna säsong började hon spela som proffs i Danmark.
2012 spelade hon i Aalborg DH. Hon spelade sedan 2012 i Sveriges damlandslag i handboll.. Gabriella Kain hade slutat som målvakt i landslaget och Maria Olsson fick förtroendet i EM 2012 jämte Cecilia Grubbström. Hon spelade 2012-2013 11 landskamper. Det blev bara ett år Danmark. Säsongen 2013-2014 spelade hon i Lugi HF, bland annat tillsammans med sin tvillingsyster Anna Olsson. Efter säsongen "slutade" Maria Olsson med handbollen men då systern Anna började spela för Kristianstad HK lockades Maria Olsson också dit och då Kristianstad HK vann allsvenskan tidigt kunde Maria lånas ut till Lugi i slutspelet 2015. Efter detta slutade Maria definitivt med handboll.
Även Maria Olssons bror, Markus Olsson, spelar handboll och har landslagsmeriter.